# 궁정백
궁정백(宮庭伯, 독일어: Pfalzgraf, 영어: Count Palatine)은 중세 유럽의 궁정 칭호 내지 작위다. 궁중백(宮中伯)이라고도 한다. 독일어의 'pfalz'와 영어의 'palatine'은 '궁정(宮庭)'을 뜻하고, 독일어의 'graf'와 영어의 'count'는 '백작(伯爵)'을 뜻한다. 따라서, 신성로마제국의 '라인팔츠백작'(The Count Palatine of the Rhine)은 '라인궁중백'과 번역의 차이가 있을 뿐 같은 말이다.
본래 로마의 비세습 칭호인 코메스 팔라티누스에서 유래했다. 로마가 멸망한 뒤 새로운 형태의 봉건 작위를 일컫는 말이 되었고 이때는 "팔라티누스"라고 줄여 부르게 되었다. 프랑크 왕국의 메로빙거 왕조 왕들은 궁정백을 임명하여 사법, 군사, 행정 업무들을 맡겼다. 스페인의 서고트 왕국에서는 왕실 일을 맡아보는 백작 작위를 가진 사람 여럿이 모여 궁정백단을 구성했다. Comes Cubiculariorum은 시종들을, Comes Scanciorun은 술시중꾼들을, Comes Stabulorum은 마료의 시종무관들을 지도하는 식이었다. 이탈리아의 동고트 왕국에도 왕의 사유 부동산을 관리하는 Comes Patrimonium 등의 궁정백들이 있었다.
카롤링거 왕조 때도 궁정백은 운용되었다. 882년 카피툴라리아 법령이 반포되었다. 동시대인인 랭스 대주교 힌크마르의 기록에 보면 프랑크 제국의 여러 사법 업무들이 이들 궁정백들의 손을 거쳤으며 자연히 상당한 권력을 가지게 되었음이 증거된다(전설의 12 팔라딘도 여기서 유래했다).
일부 궁정백은 왕의 곁이 아닌 지방으로 내려가 사법관이자 행정관으로 일했다. 이들이 다스리는 지역을 궁정백령(palatinate)이라고 했다. 주권자인 국왕의 대리자로서 궁정백은 일반 백작들보다 더 큰 권력을 행사할 수 있었다. 
중세 성기를 지나면 백작이 너무 많아져서 작위의 격이 떨어지게 된다. 공국 수준의 대영주와 1개 성을 소유한 영세영주가 모두 "백작"인 상황이었는데, 대영주들은 자신의 권력을 본성으로 중앙집권시키는 과정에서 잡스러운 백작들과 격이 다름을 표현할 필요가 있었다. 이런 이유로 많은 대영주들이 스스로 궁정백을 칭하게 되었다. 이런 궁정백국들은 공국과 동등한 지위에 있었다. 13세기 샹파뉴 궁정백국이 그런 예다. 현대 독일의 라인란트팔츠주 지명도 이곳에 과거 라인 궁정백국이 위치했음에서 유래했다.

## 같이 보기
- 황제궁정